# Love Island (Dating-Reality-Show)
Love Island ist eine Dating-Reality-Show, die auf RTL Zwei ausgestrahlt wird. Moderiert wird die Sendung von Sylvie Meis und Oli.P.
Das Format stammt ursprünglich aus dem Vereinigten Königreich und wurde dort 2005 und 2006 zunächst beim Fernsehsender ITV ausgestrahlt. In den ersten in Großbritannien gesendeten Staffeln waren die Kandidaten noch Prominente, während in einer Neuauflage der seit 2015 bei ITV2 ausgestrahlten Show in der Öffentlichkeit nicht bekannte Personen die Kandidaten bildeten, die ebenso wie zuvor die Prominenten vorgestellt wurden. Auch in der deutschen Version wird so verfahren.
RTL Zwei strahlte die erste Staffel vom 11. September bis zum 2. Oktober 2017 aus. Die zweite Staffel lief vom 10. September bis zum 1. Oktober 2018. Am 9. September 2019 startete die dritte Staffel der Serie und endete mit dem Finale am 7. Oktober. Die vierte Staffel wurde vom 31. August bis zum 28. September 2020 ausgestrahlt. 2021 gab es erstmals zwei Staffeln. Die fünfte Staffel lief vom 8. bis 29. März 2021. Die sechste Staffel lief vom 30. August bis zum 27. September 2021. Vom 21. März bis zum 11. April 2022 wurde die siebte Staffel ausgestrahlt. Die achte Staffel lief vom 11. September bis zum 2. Oktober 2023.

## Format
Bei Love Island lebt eine Gruppe von Kandidaten, die „Islander“ genannt werden, isoliert von der Außenwelt in einer Villa auf Mallorca (in den Frühjahren 2021 und 2022 auf Teneriffa, 2023 in Griechenland), unter ständiger Beobachtung von Videokameras. Um in der Villa bleiben zu können, muss man mit einem anderen „Islander“ verbandelt sein, ob es nun aus Liebe ist, Freundschaft die Grundlage bildet oder aus Berechnung (das am Ende verbleibende Paar erhält 50.000 Euro Gewinnprämie). Am ersten Tag verkuppeln sich die „Islander“ zum ersten Mal, basierend auf dem ersten Eindruck. Im Laufe der Staffel sind die Teilnehmer allerdings gezwungen, sich immer wieder neu zu verkuppeln. Sie können frei entscheiden, ob sie bei ihrem jeweils bisher gewählten Partner bleiben wollen oder sich einen neuen Partner auswählen. Die Pärchen müssen dann die Zeit gemeinsam verbringen, auch gemeinsam in einem Bett schlafen.
Jeder „Islander“, der am Ende der Sendung nach dem Neuverkuppeln Single geblieben ist, wird eliminiert und von der Insel geworfen. „Islander“ können auch durch Zuschauervotings eliminiert werden, da über die zugehörige Smartphone-App regelmäßig Votings durchgeführt werden, z. B. wer das Lieblingspärchen der Zuschauer ist oder wer am besten zusammenpasst. Pärchen, die am wenigsten Stimmen bekommen, riskieren, aus der Sendung hinausgewählt zu werden. Manchmal muss diese Aufgabe auch durch die anderen Kandidaten übernommen werden. Während der Finalwoche wählt das Publikum, welches Pärchen gewinnen soll und somit die 50.000 Euro als Gewinn mit nach Hause nehmen darf.
Während des Aufenthaltes in der Villa hat jeder „Islander“ ein eigenes Smartphone, mit dem er allerdings nur andere Kandidaten kontaktieren kann oder Nachrichten über anstehende Wettbewerbe, Dates oder Neuverkupplungen vom Sender erhält. „Islander“ und Pärchen müssen viele Spiele und Wettbewerbe bestehen und dort ihre körperlichen und geistigen Fähigkeiten unter Beweis stellen. Der Gewinner erhält besondere Preise, wie Dates mit dem Partner außerhalb der Villa.
Im Anschluss an die Folgen wurde von Staffel 2–6 Love Island Aftersun ausgestrahlt. In der Talksendung kamen ausgeschiedene Kandidaten zu Wort. Moderiert wurde der Talk von Chethrin Schulze, Lola Weippert, Melissa Damilia, Cathy Hummels und Jimi Blue Ochsenknecht.
Zur jeweiligen Staffel wurden von Staffel 2–7 auf RTL+ Podcast-Folgen namens Der Morgen danach veröffentlicht.

## Mitwirkende
| Staffel | Moderation / Off-Sprecher | Moderation / Off-Sprecher  | Moderation / Off-Sprecher       | Moderation / Off-Sprecher | Moderation / Off-Sprecher | Moderation / Off-Sprecher | Moderation / Off-Sprecher |
| Staffel | Sendung                   | Sendung                    | Sendung                         | Love Island Aftersun      | Love Island Aftersun      | Der Morgen danach         | Der Morgen danach         |
| 1       | Jana Ina Zarrella         | Giovanni Zarrella 1        | Christoph Kröger (Off-Sprecher) |                           |                           |                           |                           |
| 2       | Jana Ina Zarrella         |                            | Christoph Kröger (Off-Sprecher) | Chethrin Schulze          | Christoph Kröger          | Chethrin Schulze          |                           |
| 3       | Jana Ina Zarrella         | Simon Beeck (Off-Sprecher) | Lola Weippert                   | Simon Beeck               | Lola Weippert             |                           |                           |
| 4       | Jana Ina Zarrella         | Simon Beeck (Off-Sprecher) | Cathy Hummels 2                 | Simon Beeck               | Cathy Hummels             | Jimi Blue Ochsenknecht    | Jimi Blue Ochsenknecht 3  |
| 5       | Jana Ina Zarrella         | Simon Beeck (Off-Sprecher) |                                 | Simon Beeck               | Melissa Damilia           | Jimi Blue Ochsenknecht    | Jimi Blue Ochsenknecht 3  |
| 6       | Sylvie Meis               | Simon Beeck (Off-Sprecher) | Cathy Hummels                   | Simon Beeck               |                           | Tim Kühnel                |                           |
| 7       | Sylvie Meis               | Simon Beeck (Off-Sprecher) |                                 | Simon Beeck               |                           | Tim Kühnel                |                           |
| 8       | Sylvie Meis               | Simon Beeck (Off-Sprecher) | Oli.P                           |                           |                           |                           |                           |

## Teilnehmer

### Staffel 1
Legende
| Elena Miras Account-Beraterin aus Zürich             |           | Jan       | Jan       | Anthony   | Anthony   | Anthony   | Anthony   | Jan       | Jan       | Jan       | Jan       | Jan       | Jan       | Jan       | Jan       | Jan       | Jan       | Jan       | Jan       |
| Jan Sokolowsky Barkeeper aus Köln                    | Annika    | Elena     | Elena     | Michele   | Michele   | Michele   | Michele   | Elena     | Elena     | Elena     | Elena     | Elena     | Elena     | Elena     | Elena     | Elena     | Elena     | Elena     | Elena     |
| Stephanie Schmitz Krankenpflegerin aus Königswinter  | Julian    | Julian    | Julian    | Julian    | Julian    | Julian    | Julian    | Julian    | Julian    | Julian    | Julian    | Julian    | Julian    | Julian    | Julian    | Julian    | Julian    | Julian    | Julian    |
| Julian Evangelos Diebold Lehramtsstudent aus Neuwied | Stephanie | Stephanie | Stephanie | Stephanie | Stephanie | Stephanie | Stephanie | Stephanie | Stephanie | Stephanie | Stephanie | Stephanie | Stephanie | Stephanie | Stephanie | Stephanie | Stephanie | Stephanie | Stephanie |
| Chethrin Schulze 1 Buchhalterin aus Berlin           | Mike      | Mike      | Mike      | Mike      | Mike      | Mike      | Mike      | Mike      | Mike      |           |           |           |           |           |           | Daniel    | Daniel    | Mike      | Mike      |
| Mike Heiter Schichtleiter am Flughafen aus Essen     | Chethrin  | Chethrin  | Chethrin  | Chethrin  | Chethrin  | Chethrin  | Chethrin  | Chethrin  | Chethrin  | Alina     | Alina     | Midi      | Midi      | Midi      |           | Franziska | Franziska | Chethrin  | Chethrin  |
| Donna Adrienne Medizinstudentin aus Heidelberg       |           |           |           |           |           |           |           |           |           |           |           |           |           |           |           | Anthony   | Anthony   | Anthony   | Anthony   |
| Anthony Palmerio Schirru Model aus Nürnberg          |           |           |           | Elena     | Elena     | Elena     | Elena     | Michele   | Michele   | Michele   | Michele   | Katrina   | Katrina   | Katrina   | Katrina   | Donna     | Donna     | Donna     | Donna     |
| Franziska Kellnerin aus Merzig                       |           |           |           |           |           |           |           |           |           |           |           |           |           |           |           | Mike      | Mike      | Marvin    |           |
| Marvin Kaspar Sportstudent aus Stahlhofen            |           |           |           |           |           |           |           |           |           |           |           | Alina     | Alina     | Alina     | Alina     | Alina     | Alina     | Franziska |           |
| Daniel Zeleny Gartenlandschaftsbauer aus Frankfurt   |           |           |           |           |           |           |           |           |           |           |           |           |           |           |           | Chethrin  | Chethrin  | Alina     |           |
| Alina Gogel Grafikdesignerin aus Münster             |           |           |           |           |           |           |           |           |           | Mike      | Mike      | Marvin    | Marvin    | Marvin    | Marvin    | Marvin    | Marvin    | Daniel    |           |
| Katrina Drake Kaufm. Angestellte aus Bielefeld       |           |           |           |           |           |           |           |           |           |           |           | Anthony   | Anthony   | Anthony   | Anthony   |           |           |           |           |
| Michele Shivers Bloggerin aus Frankfurt              |           |           |           | Jan       | Jan       | Jan       | Jan       | Anthony   | Anthony   | Anthony   | Anthony   | Robin     | Robin     |           |           |           |           |           |           |
| Robin Carlos Cortez Automobilkaufmann aus Marbach    |           |           |           |           |           |           |           |           |           |           |           | Michele   | Michele   |           |           |           |           |           |           |
| Midi 2 Bürokauffrau aus Düsseldorf                   |           |           |           |           |           |           |           |           |           |           |           | Mike      | Mike      | Mike      |           |           |           |           |           |
| Annika Zschuppe Marketingmanagerin aus Berlin        | Jan       |           | Andre     | Andre     | Andre     | Andre     | Andre     | Andre     | Andre     | Andre     | Andre     |           |           |           |           |           |           |           |           |
| Andre Schimmel Stripper aus Augsburg                 | Sabrina   | Sabrina   | Annika    | Annika    | Annika    | Annika    | Annika    | Annika    | Annika    | Annika    | Annika    |           |           |           |           |           |           |           |           |
| Linda Schwarz Kellnerin aus Düsseldorf               | Silvain   | Silvain   | Silvain   | Silvain   | Silvain   | Basti     | Basti     | Basti     | Basti     |           |           |           |           |           |           |           |           |           |           |
| Basti Student aus Bochum                             |           |           |           |           |           | Linda     | Linda     | Linda     | Linda     |           |           |           |           |           |           |           |           |           |           |
| Silvain Wirkus Finanzmanager aus Essen               | Linda     | Linda     | Linda     | Linda     | Linda     |           |           |           |           |           |           |           |           |           |           |           |           |           |           |
| Slei Student aus Stuttgart                           |           |           |           |           |           |           |           |           |           |           |           |           |           |           |           |           |           |           |           |
| Sabrina Jamnik Model aus Mannheim                    | Andre     | Andre     |           |           |           |           |           |           |           |           |           |           |           |           |           |           |           |           |           |

Die Paare nach der Sendung

Nur drei Tage nach dem Finale trennte sich das Siegerpaar Jan und Elena. Eine Woche darauf gaben Mike und Chethrin ihre Trennung bekannt, woraufhin kurze Zeit später bekannt wurde, dass Mike und Elena inzwischen ein Paar sind. Am 1. August 2018 kam ihre erste gemeinsame Tochter Aylen auf die Welt.
Ende Oktober 2017 trennten sich ebenfalls Linda und Basti, woraufhin Anfang November das Beziehungsaus von Donna und Anthony bekannt wurde. Das einzige noch bestehende Paar aus der Sendung sind Stephanie und Julian, die bald darauf auch ihre Verlobung bekannt gaben. Gemeinsam nahmen sie im Sommer 2018 an der dritten Staffel von Das Sommerhaus der Stars – Kampf der Promipaare teil, wo sie gemeinsam mit Micaela Schäfer und Felix Steiner den fünften Platz belegten.

### Staffel 2
Legende
| Tracy Candela Jura-Studentin aus Konstanz                         | Victor   | Sebi     | Sebi     | Victor   | Victor   | Victor   | Victor   | Lino    | Lino     | Lino     | Lino     | Lino     | Lino     | Lino    | Lino     | Lino    | Lino     | Lino     | Lino     |  |
| Marcellino „Lino“ Kremers Fitnessclub-Manager aus Mönchengladbach | Sabrina  | Sabrina  | Sabrina  | Julia    | Julia    | Julia    | Julia    | Tracy   | Tracy    | Tracy    | Tracy    | Tracy    | Tracy    | Tracy   | Tracy    | Tracy   | Tracy    | Tracy    | Tracy    |  |
| Natascha Beil Friseurmeisterin aus Freigericht                    | Tobias   | Tobias   | Tobias   | Tobias   | Tobias   | Tobias   | Tobias   |         | Tobias   | Tobias   | Tobias   | Tobias   | Tobias   |         | Babak    |         | Tobias   | Tobias   | Tobias   |  |
| Tobias Wegener Maler und Lackierer aus Velbert                    | Natascha | Natascha | Natascha | Natascha | Natascha | Natascha | Natascha |         | Natascha | Natascha | Natascha | Natascha | Natascha | Janina  | Janina   |         | Natascha | Natascha | Natascha |  |
| Victor Seitz Influencer, Model und Student aus Barcelona          | Tracy    |          |          | Tracy    | Tracy    | Tracy    | Tracy    |         | Julia    | Julia    | Julia    | Julia    | Julia    | Joana   | Joana    | Joana   | Joana    | Joana    | Joana    |  |
| Joana Palmera Model aus Schaffhausen                              |          |          |          |          |          |          |          |         |          |          |          |          |          | Victor  | Victor   | Victor  | Victor   | Victor   | Victor   |  |
| Lisa Thiel Masseurin und Kosmetikerin aus Falkensee               | Till     | Till     | Till     | Yanik    | Yanik    |          |          |         | Adnir    |          |          |          |          | Yanik   | Yanik    | Yanik   | Yanik    | Yanik    |          |  |
| Yanik Strunkey Qualitätsmanager Logistik aus Garbsen              | Julia    | Julia    | Julia    | Lisa     | Lisa     | Janina   | Janina   | Janina  | Janina   | Janina   | Janina   | Janina   | Janina   | Lisa    | Lisa     | Lisa    | Lisa     | Lisa     |          |  |
| Sebastian „Sebi“ Kögl Student der Energiewirtschaft aus Arth      |          | Tracy    | Tracy    | Finnja   | Finnja   | Jessica  | Jessica  | Jessica | Jessica  | Jessica  | Jessica  | Jessica  | Jessica  | Jessica | Jessica  | Jessica | Jessica  | Jessica  |          |  |
| Jessica Fiorini Investmentberaterin aus Edlibach                  |          |          |          |          |          | Sebi     | Sebi     | Sebi    | Sebi     | Sebi     | Sebi     | Sebi     | Sebi     | Sebi    | Sebi     | Sebi    | Sebi     | Sebi     |          |  |
| Janine Eibner Barkeeperin aus Leinfelden-Echterdingen             |          |          |          |          |          |          |          |         |          |          |          |          |          |         |          |         |          |          |          |  |
| Richard Heinze Model und Bademeister aus Köln                     |          |          |          |          |          |          |          |         |          |          |          |          |          |         |          |         |          |          |          |  |
| Janina Céline Jahn Messehostess aus Hamburg                       |          |          |          |          |          | Yanik    | Yanik    | Yanik   | Yanik    | Yanik    | Yanik    | Yanik    | Yanik    | Tobias  | Tobias   |         |          |          |          |  |
| Babak Cheragphour Modeberater aus Köln                            |          |          |          |          |          |          |          |         |          |          |          |          |          |         | Natascha |         |          |          |          |  |
| Julia Studentin aus Cölbe                                         | Yanik    | Yanik    | Yanik    | Lino     | Lino     | Lino     | Lino     |         | Victor   | Victor   | Victor   | Victor   | Victor   |         |          |         |          |          |          |  |
| Till Adam Bademeister aus Kiel                                    | Lisa     | Lisa     | Lisa     |          | Sabi     | Sabi     | Sabi     | Sabi    | Sabi     | Sabi     |          |          |          |         |          |         |          |          |          |  |
| Sabrina „Sabi“ Bürokauffrau aus Offenbach                         |          |          |          |          | Till     | Till     | Till     | Till    | Till     | Till     |          |          |          |         |          |         |          |          |          |  |
| Adnir Selimagić Verkäufer aus Feldkirch                           |          |          |          |          |          |          |          |         | Lisa     |          |          |          |          |         |          |         |          |          |          |  |
| Christoph Pütz Feuerwehrmann aus Aachen                           |          |          |          |          |          |          |          |         |          |          |          |          |          |         |          |         |          |          |          |  |
| Finnja Bünhove Kellnerin und Model aus Köln                       |          |          |          | Sebi     | Sebi     |          |          |         |          |          |          |          |          |         |          |         |          |          |          |  |
| Sabrina Doberstein Model aus Neukirchen-Vluyn                     | Lino     | Lino     | Lino     |          |          |          |          |         |          |          |          |          |          |         |          |         |          |          |          |  |

### Staffel 3
Legende
| Teilnehmer                                                                 | Beziehungen am Ende der jeweiligen Folge (bezogen aufs Resultat einer Paarungszeremonie) | Beziehungen am Ende der jeweiligen Folge (bezogen aufs Resultat einer Paarungszeremonie) | Beziehungen am Ende der jeweiligen Folge (bezogen aufs Resultat einer Paarungszeremonie) | Beziehungen am Ende der jeweiligen Folge (bezogen aufs Resultat einer Paarungszeremonie) | Beziehungen am Ende der jeweiligen Folge (bezogen aufs Resultat einer Paarungszeremonie) | Beziehungen am Ende der jeweiligen Folge (bezogen aufs Resultat einer Paarungszeremonie) | Beziehungen am Ende der jeweiligen Folge (bezogen aufs Resultat einer Paarungszeremonie) | Beziehungen am Ende der jeweiligen Folge (bezogen aufs Resultat einer Paarungszeremonie) | Beziehungen am Ende der jeweiligen Folge (bezogen aufs Resultat einer Paarungszeremonie) | Beziehungen am Ende der jeweiligen Folge (bezogen aufs Resultat einer Paarungszeremonie) | Beziehungen am Ende der jeweiligen Folge (bezogen aufs Resultat einer Paarungszeremonie) | Beziehungen am Ende der jeweiligen Folge (bezogen aufs Resultat einer Paarungszeremonie) | Beziehungen am Ende der jeweiligen Folge (bezogen aufs Resultat einer Paarungszeremonie) | Beziehungen am Ende der jeweiligen Folge (bezogen aufs Resultat einer Paarungszeremonie) | Beziehungen am Ende der jeweiligen Folge (bezogen aufs Resultat einer Paarungszeremonie) | Beziehungen am Ende der jeweiligen Folge (bezogen aufs Resultat einer Paarungszeremonie) | Beziehungen am Ende der jeweiligen Folge (bezogen aufs Resultat einer Paarungszeremonie) | Beziehungen am Ende der jeweiligen Folge (bezogen aufs Resultat einer Paarungszeremonie) | Beziehungen am Ende der jeweiligen Folge (bezogen aufs Resultat einer Paarungszeremonie) | Beziehungen am Ende der jeweiligen Folge (bezogen aufs Resultat einer Paarungszeremonie) | Beziehungen am Ende der jeweiligen Folge (bezogen aufs Resultat einer Paarungszeremonie) | Beziehungen am Ende der jeweiligen Folge (bezogen aufs Resultat einer Paarungszeremonie) | Beziehungen am Ende der jeweiligen Folge (bezogen aufs Resultat einer Paarungszeremonie) | Beziehungen am Ende der jeweiligen Folge (bezogen aufs Resultat einer Paarungszeremonie) | Beziehungen am Ende der jeweiligen Folge (bezogen aufs Resultat einer Paarungszeremonie) |
| Teilnehmer                                                                 | 1                                                                                        | 2                                                                                        | 3                                                                                        | 4                                                                                        | 5                                                                                        | 6                                                                                        | 7                                                                                        | 8 1                                                                                      | 9                                                                                        | 10                                                                                       | 11                                                                                       | 12                                                                                       | 13                                                                                       | 14 3                                                                                     | 15 4                                                                                     | 16                                                                                       | 17                                                                                       | 18                                                                                       | 19                                                                                       | 20                                                                                       | 21                                                                                       | 22 7                                                                                     | 23 8                                                                                     | 24                                                                                       | 25                                                                                       |
| -------------------------------------------------------------------------- | ---------------------------------------------------------------------------------------- | ---------------------------------------------------------------------------------------- | ---------------------------------------------------------------------------------------- | ---------------------------------------------------------------------------------------- | ---------------------------------------------------------------------------------------- | ---------------------------------------------------------------------------------------- | ---------------------------------------------------------------------------------------- | ---------------------------------------------------------------------------------------- | ---------------------------------------------------------------------------------------- | ---------------------------------------------------------------------------------------- | ---------------------------------------------------------------------------------------- | ---------------------------------------------------------------------------------------- | ---------------------------------------------------------------------------------------- | ---------------------------------------------------------------------------------------- | ---------------------------------------------------------------------------------------- | ---------------------------------------------------------------------------------------- | ---------------------------------------------------------------------------------------- | ---------------------------------------------------------------------------------------- | ---------------------------------------------------------------------------------------- | ---------------------------------------------------------------------------------------- | ---------------------------------------------------------------------------------------- | ---------------------------------------------------------------------------------------- | ---------------------------------------------------------------------------------------- | ---------------------------------------------------------------------------------------- | ---------------------------------------------------------------------------------------- |
| Sidney Wolf Model und Laiendarsteller aus Düsseldorf                       |                                                                                          |                                                                                          |                                                                                          |                                                                                          |                                                                                          |                                                                                          |                                                                                          |                                                                                          |                                                                                          | Julia                                                                                    | Julia                                                                                    | Julia                                                                                    | Julia                                                                                    | Julia                                                                                    |                                                                                          |                                                                                          | Vivien                                                                                   | Vivien                                                                                   | Vivien                                                                                   | Vivien                                                                                   | Vivien                                                                                   | Vivien                                                                                   | Vivien                                                                                   | Vivien                                                                                   | Vivien                                                                                   |
| Vivien Michalla Eiskonditorin aus Mülheim an der Ruhr                      |                                                                                          |                                                                                          |                                                                                          |                                                                                          |                                                                                          |                                                                                          |                                                                                          |                                                                                          |                                                                                          |                                                                                          |                                                                                          |                                                                                          |                                                                                          |                                                                                          |                                                                                          |                                                                                          | Sidney                                                                                   | Sidney                                                                                   | Sidney                                                                                   | Sidney                                                                                   | Sidney                                                                                   | Sidney                                                                                   | Sidney                                                                                   | Sidney                                                                                   | Sidney                                                                                   |
| Samira Berkane Zugbegleiterin aus Hamburg                                  | Dennis                                                                                   |                                                                                          |                                                                                          | Yasin                                                                                    | Yasin                                                                                    | Yasin                                                                                    | Yasin                                                                                    | Yasin                                                                                    | Yasin                                                                                    | Yasin                                                                                    | Yasin                                                                                    | Yasin                                                                                    | Yasin                                                                                    | Yasin                                                                                    | Yasin                                                                                    | Yasin                                                                                    | Yasin                                                                                    | Yasin                                                                                    | Yasin                                                                                    | Yasin                                                                                    | Yasin                                                                                    | Yasin                                                                                    | Yasin                                                                                    | Yasin                                                                                    | Yasin                                                                                    |
| Yasin Cilingir Sportlehrer und Model aus Memmingerberg                     | Lisa                                                                                     | Lisa                                                                                     | Lisa                                                                                     | Samira                                                                                   | Samira                                                                                   | Samira                                                                                   | Samira                                                                                   | Samira                                                                                   | Samira                                                                                   | Samira                                                                                   | Samira                                                                                   | Samira                                                                                   | Samira                                                                                   | Samira                                                                                   | Samira                                                                                   | Samira                                                                                   | Samira                                                                                   | Samira                                                                                   | Samira                                                                                   | Samira                                                                                   | Samira                                                                                   | Samira                                                                                   | Samira                                                                                   | Samira                                                                                   | Samira                                                                                   |
| Lina Schrader Lehramtsstudentin aus Wuppertal                              |                                                                                          |                                                                                          |                                                                                          |                                                                                          |                                                                                          |                                                                                          |                                                                                          |                                                                                          |                                                                                          |                                                                                          |                                                                                          |                                                                                          |                                                                                          |                                                                                          |                                                                                          |                                                                                          | Roman                                                                                    | Roman                                                                                    | Roman                                                                                    | Roman                                                                                    | Roman                                                                                    | Roman                                                                                    | Roman                                                                                    | Roman                                                                                    | Roman                                                                                    |
| Roman Raamo Erdbaumaschinenführer aus Hamburg                              |                                                                                          |                                                                                          |                                                                                          |                                                                                          |                                                                                          |                                                                                          |                                                                                          |                                                                                          |                                                                                          |                                                                                          |                                                                                          |                                                                                          |                                                                                          |                                                                                          |                                                                                          |                                                                                          | Lina                                                                                     | Lina                                                                                     | Lina                                                                                     | Lina                                                                                     | Lina                                                                                     | Lina                                                                                     | Lina                                                                                     | Lina                                                                                     | Lina                                                                                     |
| Mischa Mayer Brandschutzmonteur aus Ludwigshafen                           | Ricarda                                                                                  | Ricarda                                                                                  | Ricarda                                                                                  | Ricarda                                                                                  | Ricarda                                                                                  | Ricarda                                                                                  | Ricarda                                                                                  | Ricarda                                                                                  | Ricarda                                                                                  | Ricarda                                                                                  | Ricarda                                                                                  | Ricarda                                                                                  | Ricarda                                                                                  | Ricarda                                                                                  | Ricarda                                                                                  | Ricarda                                                                                  | Ricarda                                                                                  | Ricarda                                                                                  | Ricarda                                                                                  | Ricarda                                                                                  | Ricarda                                                                                  |                                                                                          | Laura                                                                                    | Laura                                                                                    | Laura                                                                                    |
| Laura Maria Lettgen Einzelhandelskauffrau aus Stuttgart                    |                                                                                          |                                                                                          |                                                                                          |                                                                                          |                                                                                          |                                                                                          |                                                                                          |                                                                                          |                                                                                          |                                                                                          |                                                                                          |                                                                                          |                                                                                          |                                                                                          |                                                                                          |                                                                                          |                                                                                          |                                                                                          |                                                                                          |                                                                                          |                                                                                          |                                                                                          | Mischa                                                                                   | Mischa                                                                                   | Mischa                                                                                   |
| Danilo Cristilli Sport- und Fitnesskaufmann aus Villingen-Schwenningen     | Denise                                                                                   | Asena                                                                                    | Asena                                                                                    | Asena                                                                                    | Asena                                                                                    | Asena                                                                                    | Asena                                                                                    |                                                                                          |                                                                                          | Melissa                                                                                  | Melissa                                                                                  | Melissa                                                                                  | Melissa                                                                                  | Melissa                                                                                  | Melissa                                                                                  | Melissa                                                                                  | Melissa                                                                                  | Melissa                                                                                  | Melissa                                                                                  | Melissa                                                                                  | Melissa                                                                                  | Melissa                                                                                  |                                                                                          | Dijana                                                                                   |                                                                                          |
| Dijana Cvijetic 5 Model aus der Schweiz                                    |                                                                                          | Dennis                                                                                   | Dennis                                                                                   |                                                                                          |                                                                                          |                                                                                          |                                                                                          |                                                                                          |                                                                                          |                                                                                          |                                                                                          |                                                                                          |                                                                                          |                                                                                          |                                                                                          |                                                                                          |                                                                                          |                                                                                          | Aleks                                                                                    | Aleks                                                                                    | Aleks                                                                                    | Aleks                                                                                    |                                                                                          | Danilo                                                                                   |                                                                                          |
| Aleksandar „Aleks“ Petrović Maschinenbau-Ingenieur aus Mülheim an der Ruhr |                                                                                          |                                                                                          |                                                                                          |                                                                                          |                                                                                          |                                                                                          |                                                                                          |                                                                                          |                                                                                          | Denise                                                                                   | Denise                                                                                   | Denise                                                                                   | Denise                                                                                   |                                                                                          |                                                                                          |                                                                                          | Dana                                                                                     | Dana                                                                                     | Dijana                                                                                   | Dijana                                                                                   | Dijana                                                                                   | Dijana                                                                                   |                                                                                          |                                                                                          |                                                                                          |
| Marcel Avdić Finanzmanager und Fußballspieler aus Stuttgart                |                                                                                          |                                                                                          |                                                                                          |                                                                                          |                                                                                          |                                                                                          |                                                                                          |                                                                                          |                                                                                          |                                                                                          |                                                                                          |                                                                                          |                                                                                          |                                                                                          |                                                                                          |                                                                                          |                                                                                          |                                                                                          |                                                                                          |                                                                                          |                                                                                          |                                                                                          |                                                                                          |                                                                                          |                                                                                          |
| Melissa Dahm 9 Mitarbeiterin im Kundenservice aus Herrenberg               | Erik                                                                                     | Erik                                                                                     | Erik                                                                                     | Dennis                                                                                   | Dennis                                                                                   | Dennis                                                                                   | Dennis                                                                                   | Dennis                                                                                   | Dennis                                                                                   | Danilo                                                                                   | Danilo                                                                                   | Danilo                                                                                   | Danilo                                                                                   | Danilo                                                                                   | Danilo                                                                                   | Danilo                                                                                   | Danilo                                                                                   | Danilo                                                                                   | Danilo                                                                                   | Danilo                                                                                   | Danilo                                                                                   | Danilo                                                                                   |                                                                                          |                                                                                          |                                                                                          |
| Ricarda Raatz 7 Model aus Erkrath                                          | Mischa                                                                                   | Mischa                                                                                   | Mischa                                                                                   | Mischa                                                                                   | Mischa                                                                                   | Mischa                                                                                   | Mischa                                                                                   | Mischa                                                                                   | Mischa                                                                                   | Mischa                                                                                   | Mischa                                                                                   | Mischa                                                                                   | Mischa                                                                                   | Mischa                                                                                   | Mischa                                                                                   | Mischa                                                                                   | Mischa                                                                                   | Mischa                                                                                   | Mischa                                                                                   | Mischa                                                                                   | Mischa                                                                                   |                                                                                          |                                                                                          |                                                                                          |                                                                                          |
| Mustafa „Musti“ 6 Nihad Finanzberater aus Hannover                         |                                                                                          |                                                                                          |                                                                                          |                                                                                          |                                                                                          |                                                                                          |                                                                                          |                                                                                          |                                                                                          |                                                                                          |                                                                                          |                                                                                          |                                                                                          |                                                                                          |                                                                                          |                                                                                          |                                                                                          |                                                                                          |                                                                                          |                                                                                          |                                                                                          |                                                                                          |                                                                                          |                                                                                          |                                                                                          |
| Dana Feist Berufssoldatin aus Oldenburg                                    |                                                                                          |                                                                                          |                                                                                          |                                                                                          |                                                                                          |                                                                                          |                                                                                          |                                                                                          |                                                                                          |                                                                                          |                                                                                          |                                                                                          |                                                                                          |                                                                                          |                                                                                          |                                                                                          | Aleks                                                                                    | Aleks                                                                                    |                                                                                          |                                                                                          |                                                                                          |                                                                                          |                                                                                          |                                                                                          |                                                                                          |
| Lisa Blume 4 Kellnerin aus Elsterberg                                      | Yasin                                                                                    | Yasin                                                                                    | Yasin                                                                                    | Erik                                                                                     | Erik                                                                                     | Erik                                                                                     | Erik                                                                                     | Erik                                                                                     | Erik                                                                                     | Philipp                                                                                  | Philipp                                                                                  | Philipp                                                                                  | Philipp                                                                                  |                                                                                          |                                                                                          |                                                                                          |                                                                                          |                                                                                          |                                                                                          |                                                                                          |                                                                                          |                                                                                          |                                                                                          |                                                                                          |                                                                                          |
| Julia Oemler 4 Traurednerin aus Halle/Saale                                |                                                                                          |                                                                                          |                                                                                          |                                                                                          |                                                                                          |                                                                                          |                                                                                          |                                                                                          |                                                                                          | Sidney                                                                                   | Sidney                                                                                   | Sidney                                                                                   | Sidney                                                                                   | Sidney                                                                                   |                                                                                          |                                                                                          |                                                                                          |                                                                                          |                                                                                          |                                                                                          |                                                                                          |                                                                                          |                                                                                          |                                                                                          |                                                                                          |
| Denise Bröhl 3 Wimpernstylistin aus Köln                                   | Danilo                                                                                   |                                                                                          |                                                                                          | Amin                                                                                     | Amin                                                                                     | Amin                                                                                     | Amin                                                                                     |                                                                                          |                                                                                          | Aleks                                                                                    | Aleks                                                                                    | Aleks                                                                                    | Aleks                                                                                    |                                                                                          |                                                                                          |                                                                                          |                                                                                          |                                                                                          |                                                                                          |                                                                                          |                                                                                          |                                                                                          |                                                                                          |                                                                                          |                                                                                          |
| Philipp Laicher 3 Fitness Influencer aus Konstanz                          |                                                                                          |                                                                                          |                                                                                          |                                                                                          |                                                                                          |                                                                                          |                                                                                          |                                                                                          |                                                                                          | Lisa                                                                                     | Lisa                                                                                     | Lisa                                                                                     | Lisa                                                                                     |                                                                                          |                                                                                          |                                                                                          |                                                                                          |                                                                                          |                                                                                          |                                                                                          |                                                                                          |                                                                                          |                                                                                          |                                                                                          |                                                                                          |
| Erik Richter-Alten Fotograf und Astrophysiker aus Innsbruck                | Melissa                                                                                  | Melissa                                                                                  | Melissa                                                                                  | Lisa                                                                                     | Lisa                                                                                     | Lisa                                                                                     | Lisa                                                                                     | Lisa                                                                                     | Lisa                                                                                     |                                                                                          |                                                                                          |                                                                                          |                                                                                          |                                                                                          |                                                                                          |                                                                                          |                                                                                          |                                                                                          |                                                                                          |                                                                                          |                                                                                          |                                                                                          |                                                                                          |                                                                                          |                                                                                          |
| Dennis Glanz 2 Content Creator aus Lüneburg                                | Samira                                                                                   | Dijana                                                                                   | Dijana                                                                                   | Melissa                                                                                  | Melissa                                                                                  | Melissa                                                                                  | Melissa                                                                                  | Melissa                                                                                  | Melissa                                                                                  |                                                                                          |                                                                                          |                                                                                          |                                                                                          |                                                                                          |                                                                                          |                                                                                          |                                                                                          |                                                                                          |                                                                                          |                                                                                          |                                                                                          |                                                                                          |                                                                                          |                                                                                          |                                                                                          |
| Asena Körük Wimpernstylistin aus Köln                                      |                                                                                          | Danilo                                                                                   | Danilo                                                                                   | Danilo                                                                                   | Danilo                                                                                   | Danilo                                                                                   | Danilo                                                                                   |                                                                                          |                                                                                          |                                                                                          |                                                                                          |                                                                                          |                                                                                          |                                                                                          |                                                                                          |                                                                                          |                                                                                          |                                                                                          |                                                                                          |                                                                                          |                                                                                          |                                                                                          |                                                                                          |                                                                                          |                                                                                          |
| Amin Elkach Personal Trainer und Model aus Köln                            |                                                                                          |                                                                                          |                                                                                          | Denise                                                                                   | Denise                                                                                   | Denise                                                                                   | Denise                                                                                   |                                                                                          |                                                                                          |                                                                                          |                                                                                          |                                                                                          |                                                                                          |                                                                                          |                                                                                          |                                                                                          |                                                                                          |                                                                                          |                                                                                          |                                                                                          |                                                                                          |                                                                                          |                                                                                          |                                                                                          |                                                                                          |

### Staffel 4
Legende
| Melina Hoch angehende Studentin aus Köln                                     | Luca    | Luca    | Luca    | Luca    | Tim     | Tim     | Tim     | Tim     | Tim     | Tim     | Tim      | Tim      | Tim      | Tim      | Tim      | Tim      | Tim      | Tim      | Tim    | Tim    | Tim    | Tim    | Tim     | Tim    | Tim    |
| Tim Kühnel Student aus Sindelfingen                                          |         |         |         |         | Melina  | Melina  | Melina  | Melina  | Melina  | Melina  | Melina   | Melina   | Melina   | Melina   | Melina   | Melina   | Melina   | Melina   | Melina | Melina | Melina | Melina | Melina  | Melina | Melina |
| Anna Iffländer Sachbearbeiterin aus Dortmund                                 |         |         |         |         | Marc    | Marc    | Marc    | Marc    | Marc    | Marc    | Marc     | Marc     | Marc     | Marc     | Marc     | Marc     | Marc     | Marc     | Marc   | Marc   | Marc   | Marc   | Marc    | Marc   | Marc   |
| Marc Zimmermann Student und Model aus Köln                                   | Gigi    | Gigi    | Gigi    | Gigi    | Anna    | Anna    | Anna    | Anna    | Anna    | Anna    | Anna     | Anna     | Anna     | Anna     | Anna     | Anna     | Anna     | Anna     | Anna   | Anna   | Anna   | Anna   | Anna    | Anna   | Anna   |
| Henrik „Bonschlonzo“ Stoltenberg Student aus Köln                            | Aurelia | Aurelia | Aurelia | Aurelia | Aurelia | Aurelia | Aurelia | Aurelia | Aurelia | Aurelia | Aurelia  | Aurelia  | Aurelia  | Aurelia  | Sandra   | Sandra   | Sandra   | Sandra   | Sandra | Sandra | Sandra | Sandra | Sandra  | Sandra | Sandra |
| Sandra Janina van der Heide Studentin aus Erfurt                             |         |         |         |         |         |         |         |         |         |         |          |          |          |          | Henrik   | Henrik   | Henrik   | Henrik   | Henrik | Henrik | Henrik | Henrik | Henrik  | Henrik | Henrik |
| Chiara Merkl Studentin aus Eckental                                          | Josua   | Josua   | Josua   | Josua   | Josua   | Josua   | Josua   | Josua   | Josua   | Josua   | Josua    | Josua    | Josua    | Josua    | Melvin   | Melvin   | Melvin   | Melvin   | Melvin | Melvin | Melvin | Melvin | Melvin  | Melvin | Melvin |
| Melvin Pelzer 7 Chemikant, Student und Ringer aus Köln                       |         |         |         |         |         |         |         |         |         |         |          |          |          |          | Chiara   | Chiara   | Chiara   | Chiara   | Chiara | Chiara | Chiara | Chiara | Chiara  | Chiara | Chiara |
| Kevin Zotter Forst- und Gartenarbeiter aus Trofaiach (Österreich)            |         |         |         |         |         |         |         |         |         |         |          |          |          |          |          |          |          |          |        |        |        |        | Melanie |        |        |
| Murat Uuran Pflegeberater aus Köln                                           |         |         |         |         |         |         |         |         |         |         |          |          |          |          |          |          |          |          |        |        |        |        | Julia   |        |        |
| Julia Schwab Influencerin aus Köln                                           |         |         |         |         |         |         |         |         |         |         |          |          |          |          |          |          |          |          |        |        |        |        | Murat   |        |        |
| Melanie Molcnio Kinderkrankenschwester aus Haan                              |         |         |         |         |         |         |         |         |         |         |          |          |          |          |          |          |          |          |        |        |        |        | Kevin   |        |        |
| Nele Lilemor Burgel angehende Erzieherin aus Althütte                        |         |         |         |         |         |         |         |         |         |         |          |          |          |          |          |          |          |          |        |        |        |        |         |        |        |
| Laura Ma Teamleiterin in einem Hotel und Einzelhandelsangestellte aus Kassel |         |         |         |         |         |         |         |         |         |         |          |          |          |          |          |          |          |          |        |        |        |        |         |        |        |
| Aurelia Lamprecht Hotelfachfrau aus Frankfurt am Main                        | Henrik  | Henrik  | Henrik  | Henrik  | Henrik  | Henrik  | Henrik  | Henrik  | Henrik  | Henrik  | Henrik   | Henrik   | Henrik   | Henrik   |          |          |          |          |        |        |        |        |         |        |        |
| Luca Wetzel Automobilkaufmann aus Geestland                                  | Melina  | Melina  | Melina  | Melina  | Gigi    | Gigi    | Gigi    | Gigi    |         |         | Nathalia | Nathalia | Nathalia | Nathalia |          |          |          |          |        |        |        |        |         |        |        |
| Nathalia Goncalves Miranda Produktionsangestellte aus Halle                  |         |         |         |         |         |         |         |         |         |         | Luca     | Luca     | Luca     | Luca     | Tobi     | Tobi     | Tobi     | Tobi     |        |        |        |        |         |        |        |
| Tobias „Tobi“ Pietrek Berufskraftfahrer aus Köln                             |         |         |         |         |         |         |         |         |         |         |          |          |          |          | Nathalia | Nathalia | Nathalia | Nathalia |        |        |        |        |         |        |        |
| Josua Maria Günther Student aus Waghäusel                                    | Chiara  | Chiara  | Chiara  | Chiara  | Chiara  | Chiara  | Chiara  | Chiara  | Chiara  | Chiara  | Chiara   | Chiara   | Chiara   | Chiara   | Mila     | Mila     |          |          |        |        |        |        |         |        |        |
| Michele „Mila“ Cipa Rechtsanwaltsfachangestellte aus Freilassing             |         |         |         |         |         |         |         |         |         |         |          |          |          |          | Josua    | Josua    |          |          |        |        |        |        |         |        |        |
| Jolene Jäger Verkaufsleiterin aus Chur                                       |         |         |         |         |         |         |         |         |         |         |          |          |          |          |          |          |          |          |        |        |        |        |         |        |        |
| Giulio Ehses Abiturient und Triathlet aus Golm                               |         |         |         |         |         |         |         |         |         |         |          |          |          |          |          |          |          |          |        |        |        |        |         |        |        |
| Geraldine „Gigi“ Grunow Studentin aus Bergheim                               | Marc    | Marc    | Marc    | Marc    | Luca    | Luca    | Luca    | Luca    |         |         |          |          |          |          |          |          |          |          |        |        |        |        |         |        |        |
| Max Bartel Student und Barkeeper aus Düsseldorf                              |         |         |         |         |         |         |         |         |         |         |          |          |          |          |          |          |          |          |        |        |        |        |         |        |        |
| Pia Jung Angestellte aus Köln                                                |         |         |         |         |         |         |         |         |         |         |          |          |          |          |          |          |          |          |        |        |        |        |         |        |        |

### Staffel 5
Teilnehmer in der Reihenfolge ihres Einzugs, die in Paarungszeremonien gewählt wurden:
Bianca, 23, Sozialversichungsangestellte, Rheinberg; Emilia, 21, Studentin, Kissing; Nicole, 29, Projektassistentin, Stuttgart; Greta, 21, Industriekauffrau, Bad Homburg; Breno, 21, Student und Tänzer, Berlin; Adriano, 26, Automobilkaufmann, München; Dennis, 27, Beamter, Düsseldorf; Fynn, 23, Verkaufsmitarbeiter, Adendorf; Livia, 27, Studentin, Mannheim; Amadu, 25, Musiker, Köln; Kathi, 21, Studentin, Köln, Julia, 28, Maklerbetreuerin, Stuttgart; Finn Emma, 22, BWL-Studentin, Bochum; Paco, 25, Bademeister, Hannover; Alex, 28, Boxer, Hamburg; Francesco, 26, Zerspanungsmechaniker, Remscheid; Angelina, 23, Soldatin, Schopfheim; Christian, 29, Projektmanager, Schongau;
| Teilnehmerinnen sortiert nach Einzug | Paarung 1 Männer wählten | Paarung 2 Frauen wählten | Paarung 3 Neue TeilnehmerN wählten | Paarung 4 Männer wählten | Paarung 5 Frauen wählten | Entscheidung fürs Finale Partner wählten geheim | Finalplatzierung Zuschauer wählten |
| ------------------------------------ | ------------------------ | ------------------------ | ---------------------------------- | ------------------------ | ------------------------ | ----------------------------------------------- | ---------------------------------- |
| Bianca                               | Breno                    | Adriano                  | PacoN                              | Adriano                  | Paco                     | Paco                                            | 1                                  |
| Emilia                               | Adriano                  | Fynn                     |                                    | Alex                     | Alex                     |                                                 |                                    |
| Nicole                               | Dennis                   | Dennis                   | AlexN                              | Dennis                   | Dennis                   |                                                 |                                    |
| Greta                                | Fynn                     | Breno                    |                                    | Fynn                     | Fynn                     | Fynn                                            | 2                                  |
| Livia                                |                          | Amadu                    |                                    |                          |                          |                                                 |                                    |
| JuliaN                               |                          |                          | Amadu                              | Amadu                    | Amadu                    |                                                 |                                    |
| Finn EmmaN                           |                          |                          | Fynn                               | Francesco                | Christian                | Christian                                       | 3                                  |
| Angelina                             |                          |                          |                                    | Paco                     |                          |                                                 |                                    |

### Staffel 6
Teilnehmer in der Reihenfolge ihres Einzugs, die in Paarungszeremonien gewählt wurden:
Lisa, 23, Frisörin, Bremen; Sina, 24, Visual Merchandiserin, Schwäbisch Hall; Sarah, 23, Studentin, Lenningen; Andrina, 28, Fitness-Online-Coach, Zürich; Jannik, 26, Straßenbahnfahrer, Köln; Robin, 24, Bürokaufmann, Augsburg; Domenik, 25, Student, Idar-Oberstein; Philipp, 23, Landschaftsgärtner, Mainz; Lena, 24, Studentin, Oberhausen; Dennis, 22, Fitnesstrainer, Bad Soden-Salmünster; Kaan, 26, Barkeeper, Stuttgart; Jess, 23, DJ, Kaiserslautern; Martin, 29, Personalberater, Gütersloh; Isabell, 22, Fremdsprachenassistentin, Straubing; Selina, 23, Bürokauffrau, Fröndenberg; Kendra, 21, Studentin, London; Kinan, 24, Office Manager, Berlin; Jennifer, 23, Studentin, Köln; Franziska, 27, Zahnmedizinische Angestellte, Hannover; Angelina, 21, Vorstandsassistentin, Wien; Maurice, 24, Maschinenanlagenführer, Stiring-Wendel; Mo, 23, Student, Oberhausen; Dominik, 21, Social-Media-Manager, Hamburg; Heike, 23, Heilerziehungspflegerin, Dornstadt.
| Teilnehmerinnen sortiert nach Einzug | Paarung 1 Männer wählten | Paarung 2 Frauen wählten | Paarung 3 Jeder wählte geheim, Übereinstimmungen | Paarung 4 Männer wählten | Paarung 5 Neue TeilnehmerN wählten | Paarung 6 Zuschauer wählten | Finalplatzierung Zuschauer wählten |
| ------------------------------------ | ------------------------ | ------------------------ | ------------------------------------------------ | ------------------------ | ---------------------------------- | --------------------------- | ---------------------------------- |
| Lisa5*                               | Jannik                   | Domenik                  |                                                  | Dennis                   | MauriceN6'                         |                             |                                    |
| Sina2'                               | Domenik                  | Kaan3'                   |                                                  |                          |                                    |                             |                                    |
| Sarah2'                              | Robin                    | Robin                    |                                                  |                          |                                    |                             |                                    |
| Andrina                              | Philipp2                 | Dennis                   | Martin                                           | Martin                   | MoN6'                              | Martin                      | 2                                  |
| Lena3*                               |                          | Jannik                   |                                                  |                          |                                    |                             |                                    |
| Jess6'                               |                          |                          | Robin                                            | Jannik                   | DominikN                           |                             |                                    |
| Isabell                              |                          |                          |                                                  | Robin                    | Robin                              | Robin                       | 1                                  |
| Selina4"                             |                          |                          |                                                  | Kinan4"                  |                                    |                             |                                    |
| Kendra5"                             |                          |                          |                                                  | Domenik                  | Domenik5"                          |                             |                                    |
| JenniferN                            |                          |                          |                                                  |                          | Dennis                             | Dennis                      | 3                                  |
| FranziskaN6'                         |                          |                          |                                                  |                          | Jannik6'                           |                             |                                    |
| AngelinaN6'                          |                          |                          |                                                  |                          | Martin                             |                             |                                    |
| Heike                                |                          |                          |                                                  |                          |                                    | Dominik                     | 4                                  |

Anmerkungen zum Ausscheiden:
1 nach Paarung 1,
2 nach Paarung 2, usw.
' nach Zuschauerabstimmung
" nach Teilnehmerabstimmung
* freiwillig

### Staffel 7
Legende
| Teilnehmer                                                  | Beziehungen am Ende der jeweiligen Folge (bezogen aufs Resultat einer Paarungszeremonie) | Beziehungen am Ende der jeweiligen Folge (bezogen aufs Resultat einer Paarungszeremonie) | Beziehungen am Ende der jeweiligen Folge (bezogen aufs Resultat einer Paarungszeremonie) | Beziehungen am Ende der jeweiligen Folge (bezogen aufs Resultat einer Paarungszeremonie) | Beziehungen am Ende der jeweiligen Folge (bezogen aufs Resultat einer Paarungszeremonie) | Beziehungen am Ende der jeweiligen Folge (bezogen aufs Resultat einer Paarungszeremonie) | Beziehungen am Ende der jeweiligen Folge (bezogen aufs Resultat einer Paarungszeremonie) | Beziehungen am Ende der jeweiligen Folge (bezogen aufs Resultat einer Paarungszeremonie) | Beziehungen am Ende der jeweiligen Folge (bezogen aufs Resultat einer Paarungszeremonie) | Beziehungen am Ende der jeweiligen Folge (bezogen aufs Resultat einer Paarungszeremonie) | Beziehungen am Ende der jeweiligen Folge (bezogen aufs Resultat einer Paarungszeremonie) | Beziehungen am Ende der jeweiligen Folge (bezogen aufs Resultat einer Paarungszeremonie) | Beziehungen am Ende der jeweiligen Folge (bezogen aufs Resultat einer Paarungszeremonie) | Beziehungen am Ende der jeweiligen Folge (bezogen aufs Resultat einer Paarungszeremonie) | Beziehungen am Ende der jeweiligen Folge (bezogen aufs Resultat einer Paarungszeremonie) | Beziehungen am Ende der jeweiligen Folge (bezogen aufs Resultat einer Paarungszeremonie) | Beziehungen am Ende der jeweiligen Folge (bezogen aufs Resultat einer Paarungszeremonie) | Beziehungen am Ende der jeweiligen Folge (bezogen aufs Resultat einer Paarungszeremonie) | Beziehungen am Ende der jeweiligen Folge (bezogen aufs Resultat einer Paarungszeremonie) |
| Teilnehmer                                                  | 1                                                                                        | 2                                                                                        | 3                                                                                        | 4                                                                                        | 5                                                                                        | 6                                                                                        | 7                                                                                        | 8                                                                                        | 9                                                                                        | 10                                                                                       | 11                                                                                       | 12                                                                                       | 13                                                                                       | 14                                                                                       | 15                                                                                       | 16                                                                                       | 17                                                                                       | 18                                                                                       | 19                                                                                       |
| ----------------------------------------------------------- | ---------------------------------------------------------------------------------------- | ---------------------------------------------------------------------------------------- | ---------------------------------------------------------------------------------------- | ---------------------------------------------------------------------------------------- | ---------------------------------------------------------------------------------------- | ---------------------------------------------------------------------------------------- | ---------------------------------------------------------------------------------------- | ---------------------------------------------------------------------------------------- | ---------------------------------------------------------------------------------------- | ---------------------------------------------------------------------------------------- | ---------------------------------------------------------------------------------------- | ---------------------------------------------------------------------------------------- | ---------------------------------------------------------------------------------------- | ---------------------------------------------------------------------------------------- | ---------------------------------------------------------------------------------------- | ---------------------------------------------------------------------------------------- | ---------------------------------------------------------------------------------------- | ---------------------------------------------------------------------------------------- | ---------------------------------------------------------------------------------------- |
| Jennifer Iglesias Recruiterin aus Düsseldorf                |                                                                                          |                                                                                          |                                                                                          | Nico                                                                                     | Nico                                                                                     | Nico                                                                                     | Nico                                                                                     | Nico                                                                                     | Nico                                                                                     | Nico                                                                                     | Nico                                                                                     | Nico                                                                                     | Nico                                                                                     | Nico                                                                                     | Nico                                                                                     | Nico                                                                                     | Nico                                                                                     | Nico                                                                                     | Nico                                                                                     |
| Nico Müller Vertriebsmitarbeiter aus St. Ingbert (Saarland) |                                                                                          |                                                                                          |                                                                                          | Jennifer                                                                                 | Jennifer                                                                                 | Jennifer                                                                                 | Jennifer                                                                                 | Jennifer                                                                                 | Jennifer                                                                                 | Jennifer                                                                                 | Jennifer                                                                                 | Jennifer                                                                                 | Jennifer                                                                                 | Jennifer                                                                                 | Jennifer                                                                                 | Jennifer                                                                                 | Jennifer                                                                                 | Jennifer                                                                                 | Jennifer                                                                                 |
| Leonie Weiß Kaufmännische Angestellte aus Gronau            |                                                                                          |                                                                                          |                                                                                          | Adriano                                                                                  | Adriano                                                                                  | Adriano                                                                                  | Adriano                                                                                  | Léon                                                                                     | Léon                                                                                     | Léon                                                                                     | Léon                                                                                     | Léon                                                                                     | Léon                                                                                     | Léon                                                                                     | Léon                                                                                     | Léon                                                                                     | Léon                                                                                     | Léon                                                                                     | Léon                                                                                     |
| Léon Hettwer Jura-Student aus Lüneburg                      |                                                                                          |                                                                                          |                                                                                          |                                                                                          |                                                                                          |                                                                                          |                                                                                          | Leonie                                                                                   | Leonie                                                                                   | Leonie                                                                                   | Leonie                                                                                   | Leonie                                                                                   | Leonie                                                                                   | Leonie                                                                                   | Leonie                                                                                   | Leonie                                                                                   | Leonie                                                                                   | Leonie                                                                                   | Leonie                                                                                   |
| Mark Bruns Bundeswehr-Beamter aus Bonn                      |                                                                                          |                                                                                          | Vanessa                                                                                  | Vanessa                                                                                  | Vanessa                                                                                  | Vanessa                                                                                  | Vanessa                                                                                  | Vanessa                                                                                  | Vanessa                                                                                  | Vanessa                                                                                  | Vanessa                                                                                  | Vanessa                                                                                  | Vanessa                                                                                  | Cindy                                                                                    | Cindy                                                                                    | Cindy                                                                                    | Cindy                                                                                    | Cindy                                                                                    | Cindy                                                                                    |
| Cindy Nischik Hotelfachfrau aus Düsseldorf                  |                                                                                          |                                                                                          |                                                                                          |                                                                                          |                                                                                          |                                                                                          |                                                                                          |                                                                                          |                                                                                          |                                                                                          |                                                                                          |                                                                                          | Mark                                                                                     | Mark                                                                                     | Mark                                                                                     | Mark                                                                                     | Mark                                                                                     | Mark                                                                                     | Mark                                                                                     |
| Adriano Salvaggio Fachkraft für Lagerlogistik aus Stuttgart |                                                                                          | Jessica                                                                                  | Jessica                                                                                  | Leonie                                                                                   | Leonie                                                                                   | Leonie                                                                                   | Leonie                                                                                   | Inna                                                                                     | Inna                                                                                     | Inna                                                                                     | Inna                                                                                     | Inna                                                                                     | Sanne                                                                                    |                                                                                          |                                                                                          |                                                                                          |                                                                                          |                                                                                          |                                                                                          |
| Jessica Delion Einzelhandelskauffrau aus Trier              |                                                                                          | Adriano                                                                                  | Adriano                                                                                  | Adriano                                                                                  |                                                                                          |                                                                                          |                                                                                          |                                                                                          |                                                                                          |                                                                                          |                                                                                          |                                                                                          |                                                                                          |                                                                                          |                                                                                          |                                                                                          |                                                                                          |                                                                                          |                                                                                          |
| Vanuschka Klein Kosmetikerin aus Salzburg                   |                                                                                          |                                                                                          |                                                                                          | Bucci                                                                                    | Bucci                                                                                    | Bucci                                                                                    | Bucci                                                                                    | Mahdi                                                                                    | Mahdi                                                                                    | Mahdi                                                                                    | Mahdi                                                                                    | Mahdi                                                                                    | Mahdi                                                                                    | Mahdi                                                                                    | Mahdi                                                                                    | Mahdi                                                                                    |                                                                                          |                                                                                          |                                                                                          |
| Mahdi Amegashie Personal-Trainer aus Konstanz               |                                                                                          |                                                                                          |                                                                                          |                                                                                          |                                                                                          |                                                                                          |                                                                                          | Vanuscka                                                                                 | Vanuscka                                                                                 | Vanuscka                                                                                 | Vanuscka                                                                                 | Vanuscka                                                                                 | Vanuscka                                                                                 | Vanuscka                                                                                 | Vanuscka                                                                                 | Vanuscka                                                                                 |                                                                                          |                                                                                          |                                                                                          |
| Inna Persiki Assistentin der Geschäftsführung aus Bremen    |                                                                                          |                                                                                          |                                                                                          |                                                                                          |                                                                                          |                                                                                          |                                                                                          | Adriano                                                                                  | Adriano                                                                                  | Adriano                                                                                  | Adriano                                                                                  | Adriano                                                                                  | Jendrik                                                                                  | Chris                                                                                    | Chris                                                                                    | Chris                                                                                    | Jendrik                                                                                  | Jendrik                                                                                  |                                                                                          |
| Sandrine Schlotterbeck Jura-Studentin aus Stuttgart         |                                                                                          |                                                                                          |                                                                                          |                                                                                          |                                                                                          | Tom                                                                                      | Tom                                                                                      | Bucci                                                                                    | Bucci                                                                                    | Bucci                                                                                    | Bucci                                                                                    |                                                                                          | Bocc                                                                                     | Daniel                                                                                   | Daniel                                                                                   | Daniel                                                                                   | Bocc                                                                                     | Bocc                                                                                     |                                                                                          |
| Bucci Yok Barkeeper aus München                             |                                                                                          |                                                                                          |                                                                                          | Vanuschka                                                                                | Vanuschka                                                                                | Vanuschka                                                                                | Vanuschka                                                                                | Sandrine                                                                                 | Sandrine                                                                                 | Sandrine                                                                                 | Sandrine                                                                                 |                                                                                          |                                                                                          |                                                                                          |                                                                                          |                                                                                          |                                                                                          |                                                                                          |                                                                                          |
| Vanessa Leani Personalerin aus Grafrath                     |                                                                                          | Mark                                                                                     | Mark                                                                                     | Mark                                                                                     | Mark                                                                                     | Mark                                                                                     | Mark                                                                                     | Mark                                                                                     |                                                                                          |                                                                                          |                                                                                          |                                                                                          |                                                                                          |                                                                                          |                                                                                          |                                                                                          |                                                                                          |                                                                                          |                                                                                          |
| Bocc Baybora Mechatroniker aus Viernheim                    |                                                                                          |                                                                                          |                                                                                          |                                                                                          |                                                                                          |                                                                                          |                                                                                          |                                                                                          |                                                                                          |                                                                                          |                                                                                          |                                                                                          | Sandrine                                                                                 |                                                                                          |                                                                                          |                                                                                          | Sandrine                                                                                 | Sandrine                                                                                 |                                                                                          |
| Daniel Martos Bauingenieur aus Frankfurt a. M.              |                                                                                          |                                                                                          |                                                                                          |                                                                                          |                                                                                          |                                                                                          |                                                                                          |                                                                                          |                                                                                          |                                                                                          |                                                                                          |                                                                                          |                                                                                          | Sandrine                                                                                 | Sandrine                                                                                 | Sandrine                                                                                 |                                                                                          |                                                                                          |                                                                                          |
| Carina Aki Altenpflegerin aus Werther                       |                                                                                          |                                                                                          |                                                                                          |                                                                                          |                                                                                          |                                                                                          |                                                                                          |                                                                                          |                                                                                          |                                                                                          |                                                                                          |                                                                                          |                                                                                          |                                                                                          |                                                                                          |                                                                                          | Chris                                                                                    | Chris                                                                                    |                                                                                          |
| Chris Jebens Immobilien-Projektentwickler aus Hamburg       |                                                                                          |                                                                                          |                                                                                          |                                                                                          |                                                                                          |                                                                                          |                                                                                          |                                                                                          |                                                                                          |                                                                                          |                                                                                          |                                                                                          |                                                                                          | Inna                                                                                     | Inna                                                                                     | Inna                                                                                     | Carina                                                                                   | Carina                                                                                   |                                                                                          |
| Tom Schoppa IT-Systemadministrator aus Velbert              |                                                                                          |                                                                                          |                                                                                          | Sandrine                                                                                 | Sandrine                                                                                 | Sandrine                                                                                 | Sandrine                                                                                 | Sanne                                                                                    |                                                                                          |                                                                                          |                                                                                          |                                                                                          |                                                                                          |                                                                                          |                                                                                          |                                                                                          |                                                                                          |                                                                                          |                                                                                          |
| Sanne Hagen Beauty Advisor aus Bussum                       |                                                                                          |                                                                                          |                                                                                          |                                                                                          |                                                                                          |                                                                                          |                                                                                          | Tom                                                                                      |                                                                                          |                                                                                          |                                                                                          |                                                                                          | Adriano                                                                                  |                                                                                          |                                                                                          |                                                                                          |                                                                                          |                                                                                          |                                                                                          |
| Jendrik Büscher Student Management/Marketing aus Dülmen     |                                                                                          |                                                                                          |                                                                                          |                                                                                          |                                                                                          |                                                                                          |                                                                                          |                                                                                          |                                                                                          |                                                                                          |                                                                                          |                                                                                          | Inna                                                                                     |                                                                                          |                                                                                          |                                                                                          | Inna                                                                                     | Inna                                                                                     |                                                                                          |
| Lara Barbosa Angestellte aus Hamburg                        |                                                                                          |                                                                                          |                                                                                          |                                                                                          |                                                                                          |                                                                                          |                                                                                          |                                                                                          |                                                                                          |                                                                                          |                                                                                          |                                                                                          |                                                                                          |                                                                                          |                                                                                          |                                                                                          |                                                                                          |                                                                                          |                                                                                          |

### Staffel 8
Teilnehmer in der Reihenfolge ihres Einzugs:
Vanessa, 22, Fachkraft im Gastgewerbe, Bodenmais; Jenny, 22, Zwillingsschwester von Vanessa, Hotelfachfrau, Bodenmais; Evi, 28, Hotelfachfrau, Wuppertal; Alessandra, 26, Studentin, Zürich; Laura, 23,  AV-IT-Mitarbeiterin, Köln; Hannes, 24, Student, Bad Camberg; Fabi, 25, Beamter, Werder; Leon, 25, Student, Erding; Luca, 27, Inhaber einer Werbeagentur, Achstetten; Céline, 24, Studentin, Wuppertal; Daniel, 31, Teamkoordinator, Bad Pyrmont; Ray, 26, Student und Barkeeper, Hamburg; Jeanine, 27, zahnmedizinische Fachangestellte, Villingen-Schwenningen; Derryl, 30, Security-Mitarbeiter, Zürich; Robert, 29, Verkaufsleiter, Berlin; Lucie, 23, Studentin, Hamburg; Vani, 24, Studentin, Wolfsburg; Jan, 27 Vertriebsmitarbeiter, Meckenheim; Leandro, 23, Industriekaufmann, Siegen; Angelo, 34, Heizungstechniker, Siegen; Miri, 23, Servicekraft, Weeze; Deniz, 25, Personal Trainer und Maschinenführer, Geldern;
| Teilnehmerinnen sortiert nach Einzug | Paarung 1 Männer wählten | Paarung 2 Zuschauer wählten | Paarung 3 Frauen wählten | Paarung 4 Neue (N) und Frauen wählten | Paarung 5 Frauen wählten | Paarung 6 Granate Miri wählte, danach wählten Paare | Finalplatzierung Zuschauer wählten |
| ------------------------------------ | ------------------------ | --------------------------- | ------------------------ | ------------------------------------- | ------------------------ | --------------------------------------------------- | ---------------------------------- |
| Vanessa4'                            | Hannes                   | Hannes                      | Hannes                   | DerrylN5                              |                          |                                                     |                                    |
| Jenny                                |                          |                             | Luca                     | Luca                                  | Luca                     | Luca                                                | 1 (53%)                            |
| Evi                                  | Fabi                     | Luca                        | Daniel                   | RobertN4"                             | Leandro                  | Leandro                                             | 3 (20%)                            |
| Alessandra5'                         | Leon                     | Fabi                        | Fabi                     | Daniel4'                              | Fabi5'                   |                                                     |                                    |
| Laura                                | Luca                     | Leon                        | Leon                     | Leon                                  | Leon                     | Leon                                                | 2 (27%)                            |
| CélineN4"                            |                          |                             |                          | Hannes                                |                          |                                                     |                                    |
| JeanineN5'                           |                          |                             |                          | Fabi                                  | Angelo5'                 |                                                     |                                    |
| Vani6                                |                          |                             |                          |                                       | Hannes                   |                                                     |                                    |
| Miri6"                               |                          |                             |                          |                                       |                          | Hannes6"                                            |                                    |

Anmerkungen zum Ausscheiden:
1 nach Paarung 1,
2 nach Paarung 2, usw.
' nach Zuschauerabstimmung
" nach Teilnehmerabstimmung
* freiwillig